# Teddy Kotick
Theodore Teddy John Kotick (Haverhill, 4 giugno 1928 – Boston, 17 aprile 1986) è stato un contrabbassista statunitense di jazz.

## Biografia
Dopo aver imparato, ancora adolescente, a suonare la chitarra, scelse in seguito il contrabbasso, strumento con il quale suonò a livello locale (area di Boston) per poi trasferirsi a New York (1948).
Nella grande mela lavorò in varie band: Johnny Bothwell, Buddy Rich, Tony Pastor, Buddy DeFranco (1949), con Artie Shaw nel 1950, Stan Getz (dal 1951 al 1953) e alcune volte con Charlie Parker.
Successivamente (1956) suonò con il pianista Bill Evans e nei quintetti di Horace Silver (1957-1958) e di Al Cohn-Zoot Sims (1959).
Dopo aver effettuato una tournée con l'orchestra di Claude Thornhill e aver suonato con Martial Solal durante il soggiorno del pianista francese negli Stati Uniti (1963), si esibì in seguito come solista indipendente in varie formazioni.
Dall'inizio degli anni settanta diradò la sua attività musicale per ritirarsi in Massachusetts.
Non incise mai come leader.